# Ślady w błękicie
Ślady w błękicie (tyt. oryg. Gjurmë në kaltërsi) – albański film fabularny z roku 1981 w reżyserii Saimira Kumbaro.

## Opis fabuły
Astrit kształci się w szkole lotniczej i chce zostać pilotem wojskowym. Jednak w czasie ćwiczeń zbyt często ponoszą go emocje i przez to osiąga słabe wyniki. Z pomocą dowódcy i innych pilotów Astrit osiąga sukces.
Film realizowano w Tiranie.

## Obsada
- Reshat Arbana jako komendant Marko
- Xhevdet Ferri jako Astrit
- Fitim Makashi jako Musa
- Hysen Bashhysa jako komisarz
- Stavri Shkurti jako lekarz
- Bep Shiroka jako Dane
- Besim Kurti jako Skendo
- Kastriot Çollaku jako Bujar
- Antoneta Papapavli jako żona Marko
- Zef Deda jako Lunan
- Gani Disha jako technik
- Donika Fifa jako Lirika
- Gjergji Lala jako sekretarz
- Gjergj Spaho jako pilot